# Bent Jørgensen
Bent Jørgensen (* 7. Mai 1923 in Sanderum; † nach 1952) war ein dänischer Radrennfahrer und nationaler Meister im Radsport.

## Sportliche Laufbahn
Jørgensen war Teilnehmer der Olympischen Sommerspiele 1952 in Helsinki. Er bestritt mit dem Vierer Dänemarks die Mannschaftsverfolgung, sein Team belegte den 5. Platz. 1951 gewann er die nationale Meisterschaft in der Einerverfolgung vor Knud Erik Andersen. In den folgenden beiden Jahren wurde er jeweils Vize-Meister. Er startete für den Verein „Odense Cykelbane Klub“.